# Société royale de Nouvelle-Zélande
Pour les articles homonymes, voir Société royale.
La Société royale de Nouvelle-Zélande ou Royal Society Te Apārangi (le nom complet est Royal Society of New Zealand Te Apārangi) est une académie des sciences de Nouvelle-Zélande. Cet organisme d'État indépendant fournit des fonds et des conseils stratégiques dans les domaines des sciences et des sciences humaines.

## Histoire
La Société est fondée en 1867 par Sir George Grey sous le nom de New Zealand Institute. C'est une organisation-mère rassemblant plusieurs institutions scientifiques : l'Auckland Institute (en), la Wellington Philosophical Society (en), le Philosophical Institute of Canterbury (en), et l'Otago Institute (en). La publication des actes et des procédures a été sa principale fonction initiale.
En 1933, elle change de nom et devient la Société royale de Nouvelle-Zélande, en référence à la Royal Society de Londres,. Ce changement nécessite l'assentiment royal et une autre loi du Parlement. En 2010, le mandat de l'organisation a été élargi pour inclure les sciences sociales et les sciences humaines.
En 2007, la mention « Te Apārangi » (« groupe d'experts » en maori) a été ajoutée à son nom, et en 2017, pour ses 150 ans, le nom a été raccourci en Société royale Te Apārangi. Son nom légal, tel que défini dans la législation, reste la Société royale de Nouvelle-Zélande.

## Objectifs
Constituée sous couvert du Royal Society of New Zealand Act 1997 (modifié en 2012), la Société existe pour :
1. Promouvoir dans la communauté néo-zélandaise une culture qui favorise la science et la technologie, y compris (sans limitation): (i) La promotion pour le public de la sensibilisation, de la connaissance et de la compréhension de la science et de la technologie; et (ii) la promotion de l'éducation à la science et à la technologie,
2. Encourager, promouvoir et reconnaître l'excellence en science et en technologie,
3. Fournir une infrastructure et d'autres soutiens pour les besoins professionnels et le développement des scientifiques et des technologues,
4. Fournir des conseils d'expert sur d'importantes questions d'intérêt public pour le gouvernement et la communauté,
5. Faire toutes les autres choses licites que le Conseil estime propices à l'avancement et à la promotion de la science et de la technologie en Nouvelle-Zélande.

C'est une fédération de 49 organisations scientifiques et technologiques et de plusieurs organisations affiliées, et elle accueille également des membres individuels.

## Activités
Les activités de la Société comprennent :
- Financement de la science – comme agence de  répartition de financements non politiques pour les financements du gouvernement, en particulier dans la recherche en sciences et en éducation aux  sciences
- Publication – avec des revues à comité de lecture telles que NZ Journal of Botany et NZ Journal of Zoology
- Réunions et séminaires – la plupart des branches locales et de ses organisations scientifiques et technologiques membres organisent des séminaires dans leurs domaines respectifs; la Société en gère la promotion et coordonne les tournées internationales des conférenciers
- Prix et médailles – dont :
  - La médaille Rutherford (anciennement la médaille d'or) – décernée chaque année.
  - La médaille Pickering – décernée chaque année, en or, argent et bronze.
  - Le prix Charles-Fleming attribué selon un plan triennal (protection de l'environnement)[7].
  - La médaille Hector – décernée chaque année.
  - La médaille Jones, tous les deux ans en mathématiques.
  - La médaille Te Rangi Hiroa (en)
  - La médaille Marsden
  - La médaille Metge en sociologie
- L'éducation à la science – assume la promotion de la qualité de l'enseignement des sciences et joue un rôle dans la définition du curriculum national en science.

La Société administre également les prix de Sciences du Premier ministre.
L'Association des scientifiques de Nouvelle-Zélande travaille dans des domaines similaires, mais est constituée comme un organisme indépendant à but non lucratif constituée en société et comme organisme de bienfaisance enregistré,, plutôt que d'être constitué par une Loi du Parlement. La Foundation for Research, Science and Technology (en) fonctionne dans des domaines similaires, mais comme entité de la couronne (en) elle n'est pas indépendante politiquement.

### Déclaration sur le changement climatique
Le 10 juillet 2008, la Société a publié une déclaration sur le changement climatique qui dit, en résumé :
La planète se réchauffe à cause de l'augmentation des émissions de gaz à effet de serre. Des mesures montrent que les concentrations de gaz à effet de serre dans l'atmosphère sont bien au-dessus des niveaux observés depuis plusieurs milliers d'années. De futurs changements climatiques mondiaux sont prévus, avec des impacts de plus en plus coûteux au fil du temps. La réduction des impacts futurs du changement climatique nécessitera des réductions importantes des émissions de gaz à effet de serre[source secondaire nécessaire].

## Bourses
Le Conseil d'Académie de la Société choisit de temps à autre d'élire en tant que membre de la Société royale de Nouvelle-Zélande, toute personne qui, selon son opinion « a obtenu la distinction dans la recherche ou l'avancement de la science ou de la technologie ». Le nombre de fellows est limité à un nombre convenu périodiquement, entre le Conseil d'Académie et le Conseil de la Société. Une personne est en droit d'utiliser, dans le cadre de son nom, soit les lettres FRSNZ, qui correspondent au titre de fellow of the Royal Society of New Zealand, ou de tels autres lettres ou titre convenu entre l'Académie et le Conseil.

## Organisations constituantes
La Société a relativement peu de membres directs, la plupart des adhésions se faisant à travers les organisations constituantes. Ces organisations constituantes sont:
- Agronomy Society of New Zealand
- Aotearoa New Zealand Evaluation Association (ANZEA)
- Association of Social Science Researchers
- Association des scientifiques de Nouvelle-Zélande
- Australasian Society of Clinical and Experimental Pharmacologists and Toxicologists (NZ Section) (ASCEPT)
- Geological Society of New Zealand
- Meteorological Society of New Zealand
- New Zealand Institute of Surveyors
- The Nutrition Society of New Zealand
- New Zealand Archaeological Association
- New Zealand Association for Research in Education (en)
- New Zealand Association of Clinical Research
- NZ Association of Mathematics Teachers
- New Zealand Association of Science Educators
- New Zealand Society for Biochemistry and Molecular Biology
- New Zealand Dietetic Association
- New Zealand Ecological Society (New Zealand Journal of Ecology (en))
- New Zealand Freshwater Sciences Society
- New Zealand Geographical Society
- New Zealand Geophysical Society
- NZ Geothermal Association
- New Zealand Grassland Association
- New Zealand Hydrological Society
- NZ Institute of Agricultural & Horticultural Science
- The New Zealand Institute of Food Science and Technology
- New Zealand Institute of Economic Research (en)
- The New Zealand Institute of Chemistry
- New Zealand Institute of Forestry
- New Zealand Institute of Physics
- New Zealand Marine Sciences Society
- New Zealand Microbiological Society
- New Zealand Plant Protection Society
- New Zealand Psychological Society Incorporated
- New Zealand Society of Animal Production
- New Zealand Society of Endocrinology
- New Zealand Society for Oncology
- The New Zealand Society for Parasitology
- New Zealand Society of Plant Biologists (NZSPB)
- New Zealand Society of Soil Science
- New Zealand Statistical Association
- New Zealand Veterinary Association
- Operational Research Society of New Zealand
- The Physiological Society of New Zealand Incorporated
- Population Association of New Zealand
- Royal Astronomical Society of New Zealand (en)
- Association of Social Anthropologists of Aotearoa/New Zealand
- Société mathématique de Nouvelle-Zélande
- Sociological Association of Aotearoa (New Zealand) (en)
- Technology Education New Zealand (TENZ)

## Organisations constituantes régionales
Les organisations constituantes régionales ("branches") sont des composantes géographiques et comprennent :
- Auckland Museum Institute (anciennement Auckland Institute[14])
- branche de Hawkes Bay
- Nelson Science Society[15]
- Otago Institute for the Arts and Sciences[16]
- Branche de Canterbury
- Branche de Manawatu Incorporated (anciennement "Manawatu Philosophical Society"[17])
- Branche de Rotorua
- Branche de Wellington (anciennement la "Wellington Philosophical Society"[18])
- Branche de Waikato
- Branche de Wanaka